# Guido Horn D'Arturo
Guido Horn d'Arturo (Trieste, 13 febbraio 1879 – Bologna, 1º aprile 1967) è stato un astronomo italiano.

## Biografia
Guido Horn nacque a Trieste il 13 febbraio 1879 da Arturo (1851–1881) e Vittoria Melli (1852–1920), terzo di quattro figli: Sara (1877–1877), Mario (1878–1939), Guido e Arrigo (1880–1947). La famiglia era ebrea di origine olandese; il suo nome ebraico era Elhanan Gad, come risulta da un libro di preghiere e meditazioni ebraiche, ancora in possesso della famiglia.  Su questo testo si legge che il 13 febbraio 1879, corrispondente al 20 Shevat 5639 del calendario ebraico, nasce Elhanan Gad detto Guido. Elhanan significa: gentilmente donato da Dio e Gad significa: fortuna, buona sorte; entrambi i nomi fanno riferimento a personaggi biblici.
Il padre morì quando Guido Horn aveva due anni. Venne educato dalla madre e dal nonno materno, Sabato Raffaele Melli, rabbino e autorevole personalità della comunità ebraica di Trieste.
Nella prima guerra mondiale combatté sul versante italiano del fronte e, per evitare la condanna a morte per tradimento, cambiò il suo cognome in d'Arturo, in omaggio al padre.
Morì a Bologna il 1 aprile 1967 e fu sepolto nella sezione ebraica del Cimitero del Verano a Roma, accanto alla madre.

## Origine del cognome
Come cittadino austriaco, Guido Horn, dopo la laurea, aveva prestato servizio militare nell'esercito austro-ungarico, ma, pochi giorni dopo l'ingresso dell'Italia nella prima guerra mondiale, si arruolò come volontario nell'artiglieria del Regio esercito italiano, il 29 maggio del 1915. Per sfuggire a rappresaglie austriache contro gli irredentisti, venendo da loro riconosciuto come disertore nel caso di un'eventuale cattura, sostituì il suo cognome con quello di d'Arturo, dal nome del padre e anche dal nome della stella più luminosa della costellazione del Boote. Alla fine del conflitto, congedato il 24 dicembre 1918 e insignito con la Croce di guerra, il 6 marzo 1919 acquisì la cittadinanza italiana. Richiese poi al Commissariato generale civile per la Venezia Giulia la possibilità di aggiungere al proprio cognome Horn quello di d'Arturo, nome che aveva portato da irredento durante la guerra. Nel luglio 1921 il suo cognome divenne ufficialmente Horn d'Arturo.

## Studi
Guido Horn d'Arturo compì i suoi studi prima all'Università di Graz, con quattro anni di matematica, fisica e astronomia, poi si trasferì all'Università di Vienna, dove il 19 luglio 1902 conseguì il titolo di “dottore in filosofia” con una tesi discussa con Josef von Hepperger sullo studio dell’orbita della cometa 1889 IV. La tesi fu pubblicata nel 1904 negli atti della Kaiserlichen Akademie der Wissenschaften, su Astronomische Nachrichten  e sulle Memorie della Società degli Spettroscopisti Italiani.
Il contesto culturale della Trieste di fine Ottocento e lo stimolante ambiente viennese dell’epoca influirono sulla formazione di quel vasto orizzonte di interessi che fu caratteristico di Horn, come pure la matrice ebraica influenzò drammaticamente alcune delle sue successive vicende personali.

## Carriera
Nel 1903 venne assunto come assistente volontario presso l'I.R. Osservatorio marittimo di Trieste, divenendovi l'anno successivo assistente effettivo. Qui si occupò di problemi legati alla meteorologia, alle riduzioni delle registrazioni mareografiche e alla determinazione del tempo, con il controllo di centinaia di cronometri affidati a quell'istituto dalla marina mercantile dell'Österreichischer Lloyd.
Nel luglio 1907 divenne primo assistente presso l'Osservatorio astrofisico di Catania dove si occupò della natura della luminosità delle comete, di astronomia di posizione, di osservazioni solari e di stelle variabili.
Nel maggio 1910 fu chiamato all'Osservatorio di Torino in quanto idoneo al concorso per astronomo aggiunto. A Torino, oltre a misurare le ascensioni rette di un migliaio di stelle zenitali, iniziò anche quell'attività di divulgatore che fu per lui altrettanto importante di quella scientifica, nella veste di redattore e autore di numerosi articoli su una delle prime riviste italiane di divulgazione astronomica, la Rivista di astronomia e scienze affini dell'effimera Società Astronomica Italiana fondata da Giovanni Boccardi, della quale fu segretario. A seguito di pesanti dissapori con lo stesso Boccardi, il 1 novembre 1911 fu chiamato, in qualità di astronomo aggiunto, presso l'Osservatorio astronomico dell'Università di Bologna e il 19 maggio 1913 conseguì la libera docenza in astronomia.
Il 16 aprile 1920 divenne astronomo aggiunto a Roma, presso l'Osservatorio astronomico al Collegio romano.
Il 1º febbraio 1921 ritornò a Bologna a seguito della morte del direttore dell'Osservatorio, Michele Rajna, con l'incarico della direzione e dell'insegnamento di Astronomia. Nel 1925 ottenne la cattedra di astronomia e nel febbraio 1928 venne confermato professore stabile. A Bologna Horn d'Arturo promosse intensamente la rinascita scientifica dell'Osservatorio del quale mantenne la direzione fino al dicembre 1938, quando venne "dispensato dal servizio" e allontanato a causa delle leggi razziali fasciste. Trascorse, così, il periodo della guerra a Bologna, poi a Faenza. Nel marzo 1945 riottenne la direzione e la cattedra.
Venne collocato a riposo il 1 novembre 1954.
Negli anni successivi continuò a frequentare attivamente l'Osservatorio Universitario di Bologna, occupandosi della pubblicazione della rivista Coelum, da lui fondata nel 1931, e dell'organizzazione della biblioteca e dell'archivio. Nel febbraio 1955 fu nominato professore emerito della Facoltà di Scienze matematiche, fisiche e naturali.

## L'attività scientifica
Gli interessi scientifici di Horn d'Arturo investirono una grande quantità di problematiche astronomiche. Si interessò sia di astronomia di posizione e di astronomia statistica che di astrofisica e cosmologia, svolgendo ricerche sulle eclissi solari, sulle stelle variabili, sulla nostra Galassia, sulla distribuzione delle nebulose galattiche ed extragalattiche, su problemi di ottica fotografica e fisiologica e sulla progettazione di nuovi strumenti ottici.
Tra i lavori particolarmente degni di nota, pubblicati principalmente nelle Pubblicazioni dell’Osservatorio dell'Università di Bologna, da lui iniziate nel 1921, nelle Memorie della Società degli Spettroscopisti italiani (poi della Società Astronomica Italiana) e su Coelum, vi sono quelli sulle eclissi solari, sull'utilizzo di una lente conica in luogo del prisma obiettivo per ottenere spettri di stelle, comete e sciami meteorici e, soprattutto, quelli sul "telescopio a tasselli". La spiegazione fornita da Horn d'Arturo nel 1924 del fenomeno delle "ombre volanti", bande parallele chiare e scure che si vedono transitare velocemente sul terreno subito prima e dopo un’eclisse totale di Sole, come dovuto a variazioni della rifrazione della luce solare prodotte dalla turbolenza dell’atmosfera terrestre, trovò piena conferma in ricerche sulla scintillazione stellare eseguite trent'anni più tardi negli USA al Perkins Observatory. Anche la sua spiegazione del fenomeno della "goccia nera", che si verifica durante il primo e secondo contatto interno nelle eclissi solari e nei transiti dei pianeti interni sul disco solare, che Horn d'Arturo attribuì ad effetti di astigmatismo, si rivelò corretta. Quest'ultimo lavoro gli consentì di vincere il "Premio Stambucchi astronomo" per il biennio 1921-1922.
Nel 1925, grazie ad un finanziamento del Ministero dell'Educazione Nazionale, allestì e diresse la spedizione a Chisimajo (attuale Kismaayo) nella Somalia italiana per l'osservazione dell'eclisse totale di Sole del 14 gennaio 1926, nella quale ottenne interessanti fotografie delle protuberanze immerse nella corona solare e, continuando nello studio delle ombre volanti, si occupò della corrente orientale perpetua nell'altissima atmosfera equatoriale. Nel 1936 organizzò un'ulteriore spedizione nel Peloponneso per l'eclisse totale di Sole del 19 giugno.
Horn d'Arturo si adoperò principalmente per dotare l'Osservatorio di Bologna di una strumentazione astronomica adeguata. Grazie ad una donazione di Bianca Montanari, vedova del matematico bolognese Adolfo Merlani, appassionato di astronomia, poté acquistare un telescopio riflettore Zeiss del diametro di 60 cm e il 15 novembre 1936 si inaugurò a Loiano, sull'Appennino bolognese, la nuova stazione osservativa, palestra di ricerche per molti astronomi italiani ed europei.

## Specchi a tasselli
Nel 1932, le difficoltà dell'epoca sia di costruire dei blocchi monolitici di vetro di diametro superiore a pochi metri per l'obiettivo riflettore dei telescopi, che di lavorarne otticamente la superficie (la costruzione del telescopio da 5 m del Palomar stava presentando grossi problemi realizzativi), oltre ai grandi costi, impensabili per un'Italia ancora non uscita dalla "grande depressione" del 1929, suggerirono a Horn d'Arturo l'idea di realizzare superfici ottiche riflettenti di grandi dimensioni mediante la combinazione di un insieme di piccoli specchi, o "tasselli", lavorati otticamente con la stessa sezione sferica e collocati in modo da far convergere nello stesso piano focale i raggi riflessi dai singoli elementi a formare un'unica immagine di ciascuna stella. In questo modo, si potevano eliminare completamente l'aberrazione sferica, caratteristica degli specchi sferici, e in parte anche alcune altre aberrazioni: una prima idea di "ottica attiva", oggi utilizzata su tutti i moderni telescopi.

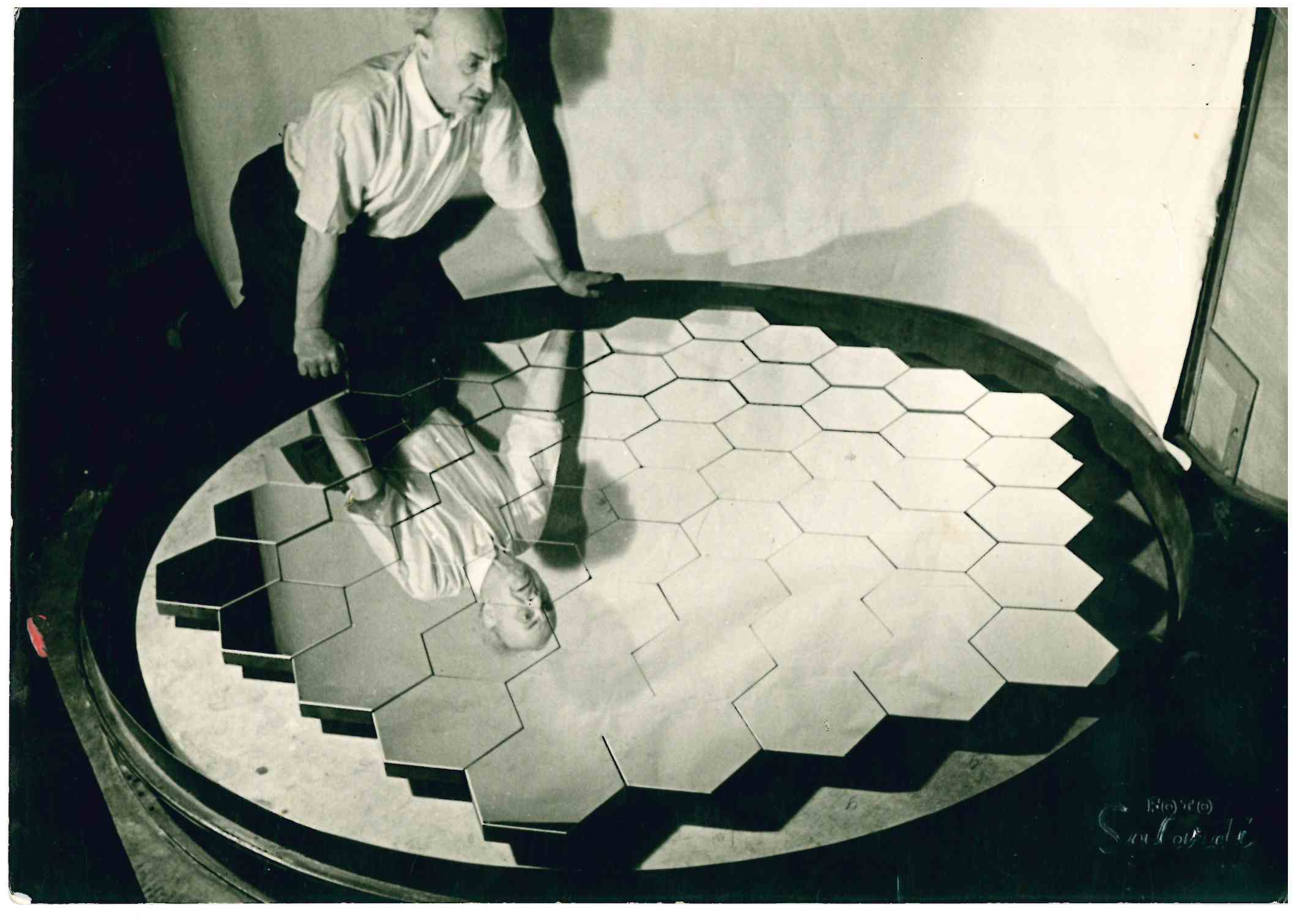
Guido Horn d’Arturo e lo specchio da 180 cm con 61 tasselli, completato nel 1952

Dopo un prototipo da un metro di diametro, realizzato nel 1935, un telescopio costituito da 61 tasselli, per un diametro totale di 1,8 metri, venne terminato nel 1953 e collocato all’interno della torre astronomica universitaria di Bologna. Mediante questo strumento, Horn d’Arturo e i suoi collaboratori ottennero oltre 17.000 lastre fotografiche, compiendo una rassegna sistematica del cielo zenitale locale e scoprendo una dozzina di stelle variabili.
Sia il prototipo da 1 metro che lo specchio da 1,80 metri, ricollocato nella sua posizione originaria, sono esposti al Museo della Specola dell'Università di Bologna, dove a Horn d'Arturo è stata dedicata una sala.
Lo stesso principio di costruzione ideato da Horn d'Arturo è oggi utilizzato per i grandi telescopi di nuova generazione multi-mirror (o segmented mirror), a partire dal Multiple Mirror Telescope in Arizona, costruito del 1979, ai due telescopi gemelli del Keck Observatory alle Hawaii, costruiti tra il 1993 e il 1996, composti ognuno da 36 tasselli da 1,8 metri a formare un mosaico da 10 metri di diametro complessivi. Nel 2017, sulla montagna Cerro Armazones, nel Deserto di Atacama in Cile è stata posta la prima pietra per l'edificio che ospiterà ELT (Extremely Large Telescope), il grande telescopio dell'ESO da 39,3 metri composto da 798 specchi. Il telescopio spaziale James Webb Space Telescope, lanciato il 25 dicembre del 2021, ha uno specchio primario di 6,5 metri composto da 18 tasselli esagonali da 1,4 metri.
Per porre rimedio al fatto che la paternità di Guido Horn d'Arturo sull'invenzione e la costruzione di un telescopio a specchi composti è stata nel tempo dimenticata, il 10 novembre 2018 l'Istituto Nazionale di Astrofisica, su proposta della Società Astronomica Italiana, gli ha intitolato il moderno telescopio ASTRI (Astrofisica con Specchi a Tecnologia Replicante Italiana), a Serra la Nave sull'Etna, composto da 18 tasselli esagonali da 85 cm per un diametro complessivo di 4,3 metri. Si tratta del prototipo sviluppato in Italia per il grande progetto internazionale CTA (Cherenkov Telescope Array), costituito da una serie di 120 telescopi di varie dimensioni (da 4 a 23 metri, per un totale di diecimila tasselli) che saranno collocati in Cile e alle Canarie, per lo studio di radiazioni di altissima energia generate dagli eventi più violenti che avvengono nell'universo, come p.e. esplosioni di supernovae, interazioni tra nane bianche e stelle di neutroni, buchi neri nei nuclei di galassie, raggi cosmici ecc.
Il moderno telescopio sull'Etna ha così preso il nome di "ASTRI-Horn".

## L'attività divulgativa e storica
Nel 1931, sotto gli auspici della Società Astronomica Italiana, Guido Horn d'Arturo fondò la rivista Coelum, per la diffusione e la divulgazione dell'astronomia. Qui pubblicò gran parte dei suoi lavori di "alta" divulgazione e non solo di carattere scientifico, ma anche storico e umanistico.
Tra questi, meritano una segnalazione la pubblicazione a puntate (dal 1948 al 1951) del II libro del Poeticon astronomicon attribuito a Gaius Iulius Hyginus, tradotto da lui stesso, e soprattutto la Piccola Enciclopedia Astronomica (a puntate tra il 1933 e il 1939). Quest'ultima venne poi pubblicata con un ampio aggiornamento in un unico volume diviso in due parti, Repertorio alfabetico esplicativo dei vocaboli usati nei linguaggi astronomici e Vita e opere degli astronomi: dai primitivi a quelli vissuti non oltre il sec. XIX.
La rivista Coelum ebbe una vastissima diffusione non solo in Italia ‒ arrivò ad oltre quattromila abbonati ‒ e continuò ad essere pubblicata dall'Istituto di Astronomia, poi Dipartimento, dell'Università di Bologna, dopo la morte di Horn d'Arturo, fino al 1986.
È da segnalare la collaborazione, dal 1926 al 1930, con la nascente Enciclopedia Italiana di scienze lettere ed arti (la Treccani), per la quale scrisse le voci per Niccolò Copernico, Giovanni Cassini (insieme a Gino Loria e Attilio Mori e che comprende tutta la genealogia dei quattro Cassini), Fëdor Aleksandrovič Bredichin, Correnti stellari e Anno (insieme ad Adolfo Levi). Sono probabilmente di mano di Horn d'Arturo anche le parti introduttive di Cronologia e di Cosmogonia.
Horn d'Arturo scrisse per l'Enciclopedia Italiana anche la voce Astrologia, estremamente accurata, che tuttavia comparve anonima, poiché egli si rifiutò di accettare alcune aggiunte imposte dalla direzione dell'Enciclopedia che tendevano a snaturare le sue conclusioni sull'importanza dell'astrologia solo per il suo valore storico, anche nello sviluppo dell'astronomia, ma assolutamente non come disciplina scientifica. Questo diverbio lo portò a comunicare al direttore dell'Enciclopedia, Giovanni Gentile, la decisione di ritirare la sua firma da quella voce enciclopedica e da considerare conclusa la sua collaborazione all'opera.

## Il riordino della biblioteca e dell'archivio dell'Osservatorio di Bologna
Horn d'Arturo riorganizzò e potenziò notevolmente la biblioteca dell'allora Istituto di Astronomia e Osservatorio astronomico universitario di Bologna. La biblioteca che gli venne intitolata nel giugno 1999.
Oltre ad aggiornare la biblioteca con l'acquisto di libri e l'accensione di nuovi abbonamenti, Horn d'Arturo sfruttò le Pubblicazioni dell'Osservatorio Astronomico della R. Università di Bologna, serie da lui iniziata nel 1921, e anche la rivista Coelum, per numerosi scambi con le principali riviste del settore e con le pubblicazioni di numerosi osservatori anche all'estero.
Una particolare cura egli dedicò al fondo storico della biblioteca, che comprende quasi tremila volumi dal 1488 (una rara edizione della Sphaera Mundi di Giovanni di Sacrobosco) al 1871 (data del completamento dell'Unità d'Italia con Roma capitale). Molti di questi erano opere utilizzate dagli astronomi bolognesi nel corso dei secoli, ma molti altri ne acquistò lo stesso Horn d'Arturo ‒ p.e. ben 137 delle circa duecento cinquecentine ‒ mediante attente ricerche sul mercato antiquario volte a costituire un patrimonio culturale di grande rilievo, la cui straordinaria importanza e ricchezza ne fanno un unicum nel panorama nazionale.
Altrettanta cura Horn d'Arturo dedicò al riordino della grande quantità di materiale archivistico presente nella torre che ospitava l'Osservatorio universitario: diari di osservazioni astronomiche e meteorologiche sin dalla fine del Seicento, corrispondenza tra astronomi di tutt'Europa a partire dalla metà del Seicento e documenti relativi alla vita scientifica e amministrativa dell'istituzione, per un totale di oltre centomila documenti. Si tratta della più antica raccolta di documentazione di un'istituzione astronomica italiana non privata, cui nel 1999 si è aggiunto un ampio fondo della corrispondenza personale di Horn d'Arturo, donato dai suoi familiari. L'archivio è stato recentemente riordinato, inventariato e largamente digitalizzato, conservando l'ordine che gli era stato dato da Horn d'Arturo, ed è consultabile online.

## Riconoscimenti
- Horn è stato insignito con la Croce di guerra a seguito della prima guerra mondiale[5].
- Nel 1921-1922 riceve il premio Stambucchi del Ministero dell'Istruzione, a pari merito con Giovanni Silva[30].
- Nel 1957 è stato nominato commendatore al merito della Repubblica.
- Nel 1958 ha ricevuto il diploma di I classe con la medaglia d'oro per i benemeriti della scuola, della cultura e dell'arte.
- Nel 1965, ricevette la medaglia ricordo dagli allievi durante la IX assemblea della Società Astronomica Italiana[30].

Gli sono state intitolati:
- un asteroide, 3744 Horn-d'Arturo[31].
- la Biblioteca del Dipartimento di Astronomia dell'Università degli Studi di Bologna e Osservatorio Astronomico di Bologna[32].
- due strade, una a Bologna e una a Trieste[32].
- l'Associazione Barese astrofili Guido Horn D'Arturo[33].
- l'Osservatorio Guido Horn-d'Arturo dell'Associazione Astrofili Bolognesi.